# USS Independence (LCS-2)

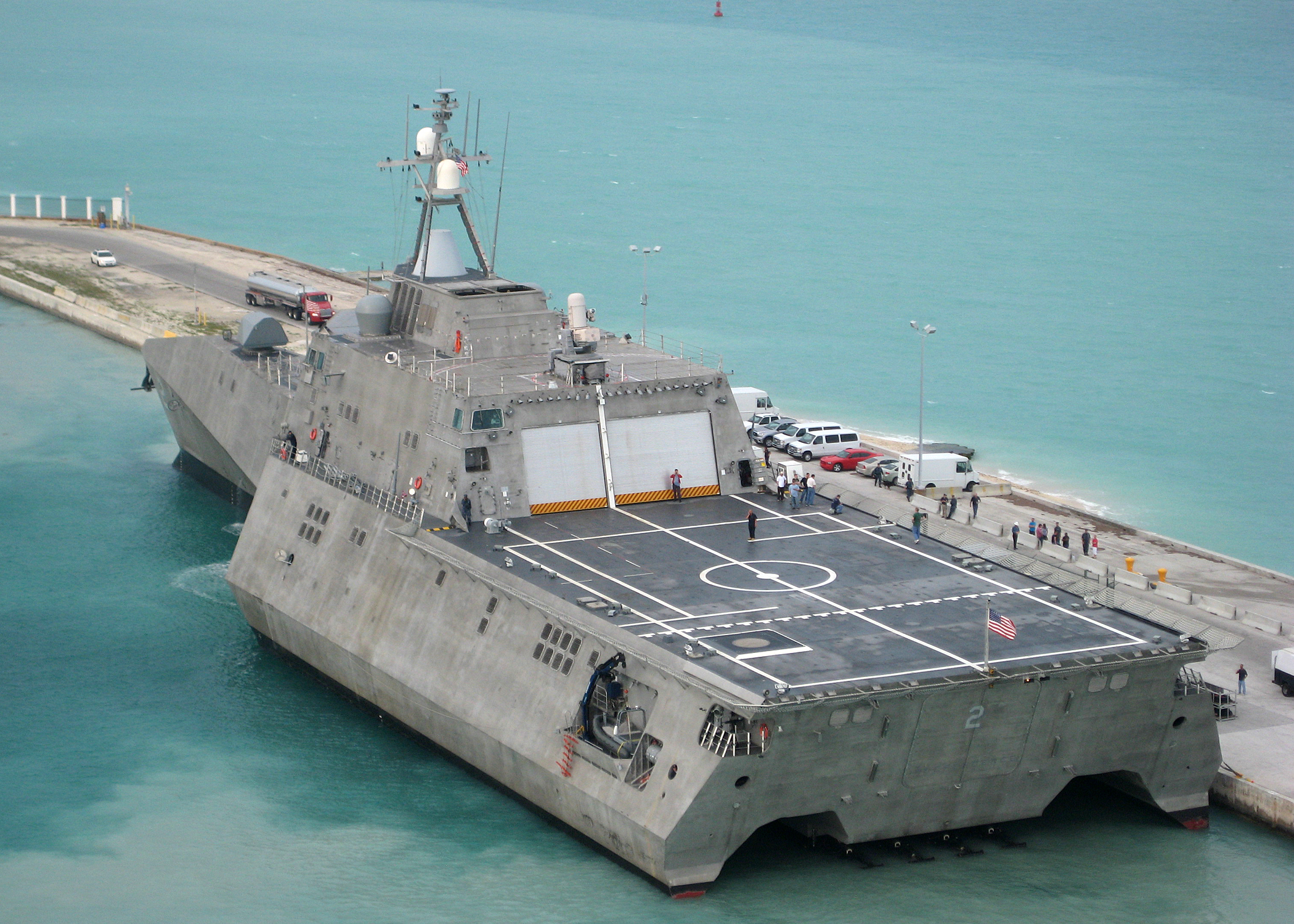
Il ponte di volo a poppa caratteristico delle navi della classe Independence

La USS Independence (LCS-2) è una nave da combattimento costiera (LCS) che ha dato il nome alla classe Independence. È la sesta nave della Marina degli Stati Uniti ad essere chiamata con questo nome. La nave è stata progettata dal consorzio General Dynamics per il programma LCS della Marina.
L'Independence, è stata consegnata alla Marina degli Stati Uniti alla fine del 2009. Si tratta di una corvetta (sebbene la Marina non la classifichi con questo termine) ad alta velocità e limitato equipaggio, destinata a operare nelle zone costiere. 
È stata progettata con sistemi intercambiabili per affrontare varie tipologie di missione, tra cui la ricerca e la distruzione di mine, la caccia costiera ai sottomarini e alle piccole imbarcazioni, mentre non è destinata a combattere contro altre navi da guerra. La nave, infatti, a differenza delle navi da combattimento tradizionali, oltre all'armamento standard per l'autodifesa, non ha armamenti fissi come cannoni e missili, ma moduli missione intercambiabili che possono essere configurati per specifiche missioni.
Lo scafo è strutturato a trimarano sormontato da un ampio ponte di volo per elicotteri (più grande di molti di quelli dei cacciatorpediniere e degli incrociatori in servizio nell'U.S. Navy), nonché un grande hangar. 
Lo scafo trimarano presenta una bassa resistenza idrodinamica. Nel marzo 2011, superando i 50 nodi, l'USS Independence ha battuto il record di velocità per le navi da combattimento di oltre 2.500 tonnellate. Il record precedente (45 nodi) era detenuto dal 1935 dal cacciatorpediniere francese Le Terrible della classe Le Fantasque.